# Tour de l'Alt Var 2013
El Tour de l'Alt Var 2013, 45a edició del Tour de l'Alt Var, es va disputar entre el 16 i el 17 de febrer de 2013 sobre un recorregut de 359,5 km repartits entre dues etapes. La cursa formava part del calendari de l'UCI Europa Tour 2013, amb una categoria 2.1.
La cursa fou guanyada pel francès Arthur Vichot (FDJ), vencedor de la segona etapa, amb el mateix temps que els ses dos companys de podi, els neerladesos Lars Boom i Laurens ten Dam, ambdós membrs del Blanco Team. Vichot també guanyà la classificació per punts i dels joves. El luxemburguès Laurent Didier (RadioShack-Leopard) guanyà la classificació de la muntanya i el Blanco Team fou el millor equip.

## Equips
L'organització convidà a 20 equips:
- 9 equips World Tour: AG2R La Mondiale, Argos-Shimano, Blanco Team, BMC Racing Team, FDJ, Garmin-Sharp, Movistar Team, RadioShack-Leopard, Team Saxo-Tinkoff
- 6 equips continentals professionals: Accent Jobs-Wanty, Bretagne-Séché Environnement, Cofidis, Team Europcar, IAM Cycling, Sojasun
- 5 equips continentals: BigMat-Auber 93, La Pomme Marseille, Raleigh, Roubaix Lille Métropole, Verandas Willems

## Etapes
| Etapa | Data         | Recorregut                             |                         | Km    | Vencedor d'etapa   | Líder de la general |
| ----- | ------------ | -------------------------------------- | ----------------------- | ----- | ------------------ | ------------------- |
| 1a    | 16 de febrer | Le Cannet-des-Maures - La Croix-Valmer | Etapa plana             | 152,5 | Thor Hushovd (NOR) | Thor Hushovd (NOR)  |
| 2a    | 17 de febrer | Draguignan - Draguignan                | Etapa de mitja muntanya | 207,0 | Lars Boom (NED)    | Arthur Vichot (FRA) |

## Classificació final
|    | Ciclista               | Equip              | Temps      |
| -- | ---------------------- | ------------------ | ---------- |
| 1  | Arthur Vichot (FRA)    | FDJ                | 9h 00' 28" |
| 2  | Lars Boom (NED)        | Blanco Team        | m. t.      |
| 3  | Laurens ten Dam (NED)  | Blanco Team        | m. t.      |
| 4  | Pierrick Fédrigo (FRA) | FDJ                | + 4"       |
| 5  | Thor Hushovd (NOR)     | BMC Racing Team    | + 14"      |
| 6  | Samuel Dumoulin (FRA)  | AG2R La Mondiale   | + 14"      |
| 7  | Egoitz García (ESP)    | Cofidis            | + 14"      |
| 8  | Justin Jules (FRA)     | La Pomme Marseille | + 14"      |
| 9  | Julien Simon (FRA)     | Sojasun            | + 14"      |
| 10 | Mathieu Drujon (FRA)   | BigMat-Auber 93    | + 14"      |